# イエローキャット
『イエローキャット』（Yellow Cat）は、アディルハン・イェルジャノフ監督による2020年のカザフスタンのドラマ映画である。第94回アカデミー賞国際長編映画賞にカザフスタン代表作として出品された。
日本では2020年11月に第21回東京フィルメックスで上映された。

## キャスト
- アザマット・ニグマノフ
- カミラ・ヌグマノーヴァ
- サンジャル・マディ